# Barn- och ungdomslitterära sektionen (BULT)
Barn- och ungdomslitterära sektionen – BULT – är en sektion inom Sveriges Författarförbund. 1947 bildades Sveriges Ungdomsboksförfattareförening och 1971 blev föreningen en del i nybildade Sveriges Författarförbund som Barn- och ungdomssektionen – BUS. 2014 bytte man ut BUS mot BULT efter förslag från medlemmarna.
BULT har en styrelse som väljs under årsmötet i slutet av januari varje år och har som uppgift att bevaka barn- och ungdomsförfattarnas rättigheter, bokmarknaden och arbetar för att barn- och ungdomslitteraturen och författarna ska bli mer synliga. Sektionen ordnar kurser och möten inom relevanta ämnen, gärna utifrån förslag från medlemmarna. BULT har en aktiv och livlig grupp för medlemmarna på Facebook – BULT Forum – och ordnar samtal och seminarier där medlemmar lyfts fram, till exempel under Bokmässan i Göteborg.
BULT delar varje vår ut debutantpriset Slangbellan till bästa barn- och ungdomsbok under föregående år.